# Rodzaje twierdzeń naukowych
Twierdzenia są to zdania wyrażające czyjeś przekonania. Stanowią one najmniejsze jednostki wiedzy ludzkiej. W logice nazywane są zdaniami z asercją (assertio – jęz. łac. – twierdzenie). Należy je odróżniać od zdań jedynie pomyślanych, bez przekonania o ich prawdziwości lub fałszywości.
Wiedza naukowa – podobnie jak wszelka wiedza ludzka – wyrażana jest najczęściej w twierdzeniach. Twierdzenia naukowe różnią się tym od innych twierdzeń, że posiadają uzasadnienie naukowe. 

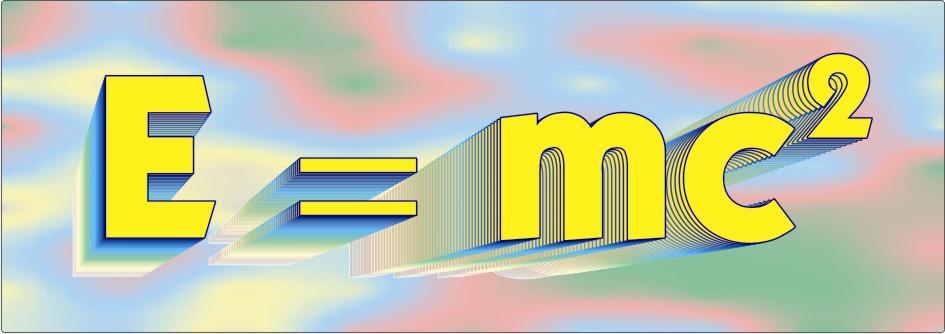
Prawo równoważności masy i energii stwierdza powszechny i proporcjonalny związek między masą ciała m i jego energią E: im masa ciała jest większa, tym większa jest jego energia. Ze względu na to, że prędkość światła c (podniesiona do kwadratu) jest olbrzymia, to z prawa tego wynika, że każde ciało zawiera ogromną ilość energii, co potwierdzają np. wybuchy bomb atomowych i wodorowych. Prawo to należy do najważniejszych praw nauki, z uwagi na jego znaczenie zarówno teoretyczne, jak i praktyczne.
Stwierdza ono dwie rzeczy:
(1) związek między masą i energią jest powszechny, to znaczy, że nie ma masy bez energii ani energii bez masy (każdy obiekt ma masę i energię),
(2) związek między masą i energią jest proporcjonalny: E/m = c^{2}= constans, to znaczy energia i masa występują zawsze w stałej proporcji, czyli im większa jest masa obiektu, tym większy jest zasób zawartej w nim energii, i odwrotnie. Prawo to zostało sformułowane przez Alberta Einsteina w 1905 r. w ramach szczególnej teorii względności
.

## Twierdzenia naukowe

Ogólny podział twierdzeń naukowych

### Twierdzenia analityczne
Twierdzenia analityczne są formułowane i uzasadniane w naukach matematycznych (zwanych też formalnymi), to znaczy w logice i matematyce. Prawdziwość lub fałszywość tych twierdzeń można wykazać na podstawie samych ustaleń językowych, bez powoływania się na doświadczenie i rzeczywistość pozajęzykową. Ich analiza wymaga odwołania się do praw logiki oraz (niekiedy) postulatów ustalających znaczenia wyrażeń w danym języku (czyli do praw logiki oraz definicji). Analiza podmiotu zdania analitycznego zazwyczaj wystarcza do ustalenia jego prawdziwości lub fałszywości, gdyż cecha przypisywana podmiotowi przez orzecznik zdania zawarta jest w podmiocie zdania (np. trójkąt to figura o trzech kątach).

#### Tautologie logiczne
Jeśli zdanie analityczne jest prawdziwe na mocy samych praw logiki, to stanowi ono tautologię, czyli prawdę logiczną. Przykładami tautologii logicznej są prawa logiki, np. prawo niesprzeczności ~ (p ∧ ~ p), głoszące, że z dwóch sądów sprzecznych oba nie mogą być prawdziwe lub prawo wyłączonego środka p ∨ ~ p, stwierdzające, że z dwóch sądów sprzecznych oba nie mogą być fałszywe, czyli jedno zawsze jest prawdziwe (tertium non datur). Połączenie tych dwóch praw jest także prawdą logiczną, głoszącą, że z dwu sądów sprzecznych (dokładnie) jeden jest prawdziwy, a drugi jest fałszywy.

#### Tezy języka
Twierdzenie analityczne jest tezą języka jeśli ustalenie jego prawdziwości wymaga odwołania się (poza prawami logiki) także do definicji. Przykładem tezy języka jest twierdzenie „kawaler to nieżonaty mężczyzna”; ustalenie prawdziwości tego twierdzenia wymaga też znajomości znaczenia (czyli definicji) pojęcia „kawaler”.

### Twierdzenia syntetyczne (empiryczne)
Twierdzenia syntetyczne (empiryczne) są formułowane w naukach empirycznych, to znaczy naukach opartych na doświadczeniu zmysłowym, w skład którego wchodzą obserwacja, pomiar oraz eksperyment. Ich prawdziwość lub fałszywość zależy od ich stosunku do pewnej zewnętrznej względem nich rzeczywistości, do której docieramy właśnie przez doświadczenie. Analiza podmiotu twierdzenia tego rodzaju nie wystarcza do ustalenia jego prawdziwości. Przykładami twierdzeń syntetycznych są twierdzenia „wszystkie ciała przyciągają się wzajemnie”, „wszystkie kruki są czarne”.

#### Twierdzenia jednostkowe
Twierdzenia jednostkowe stanowią twierdzenia o poszczególnych obiektach i zbiorach w sensie kolektywnym (mereologicznym). Zbiór w sensie kolektywnym (mereologicznym), to całość złożona z pewnych części, np. las jako suma drzew, krzewów i ściółki leśnej lub np. człowiek jako zbiór organów, czyli jako całość złożona z części, lub też biblioteka jako zbiór książek i regałów. Taki zbiór jest faktycznie całością o charakterze czasoprzestrzennym, złożoną z części, które również stanowią konkretne obiekty.
Twierdzenia jednostkowe atomowe są to twierdzenia elementarne, np. „Merkury nie posiada księżyca”, natomiast twierdzenia jednostkowe molekularne, to twierdzenia złożone z pewnej (skończonej) liczby twierdzeń atomowych, np. „Merkury i Wenus nie posiadają księżyców”.

#### Twierdzenia egzystencjalne
Twierdzenia egzystencjalne nazywane też twierdzeniami szczegółowymi – to twierdzenia o istnieniu. Stwierdzają one istnienie (lecz nie nieistnienie, ponieważ tzw. twierdzenia egzystencjalne negatywne należą faktycznie do twierdzeń ogólnych) pewnych obiektów czy stanów rzeczy. W ich strukturze występuje zawsze co najmniej jeden mały kwantyfikator (zwany też kwantyfikatorem egzystencjalnym), czyli wyrażenie: „istnieją”, „niektóre”, „pewne”, „dla pewnego x”.
Twierdzenia egzystencjalne „czyste” (ściśle egzystencjalne) są z kolei zaopatrzone w co najmniej jeden kwantyfikator mały (egzystencjalny) – np. „istnieje Bóg”, „pewne książki są podręcznikami”, „istnieją czarne dziury”, „niektóre łabędzie są czarne”. Nie zawierają one natomiast kwantyfikatora dużego (ogólnego). Kwantyfikator duży reprezentuje takie wyrażenia jak „wszystkie”, „wszelkie”, dla każdego x”.
Twierdzenia egzystencjalne „mieszane”, to twierdzenia zawierające oba kwantyfikatory – mały (egzystencjalny) i duży (ogólny). Na przykład „wszystkie miasta posiadają pewne budowle zwane domami”, „w każdym lesie istnieje warstwa zwana podszytem”, „w każdym atomie istnieje co najmniej jeden proton”, „dla każdej liczby naturalnej istnieje liczba od niej większa”.

#### Twierdzenia ogólne
Twierdzenia ogólne zawierają co najmniej jeden kwantyfikator duży (ogólny), lecz są pozbawione kwantyfikatorów małych (egzystencjalnych). Dotyczą one jakiejś klasy przedmiotów w sensie dystrybutywnym (nie kolektywnym). Zbiór dystrybutywny jest to zbiór abstrakcyjny złożony z elementów. W tym sensie trójkąt jest zbiorem wszystkich figur o trzech bokach, natomiast lew jest zbiorem wszystkich zwierząt, którym przysługuje własność „bycia lwem”.
Twierdzenia ogólne dzielą się na ściśle ogólne oraz numerycznie ogólne.

##### Twierdzenia ściśle ogólne (uniwersalne)
Twierdzenia ściśle ogólne (uniwersalne) są twierdzeniami o czasoprzestrzennie nieograniczonym zasięgu (zakresie stosowalności). Dotyczą one wszystkich obiektów danego rodzaju (o których mowa w twierdzeniu), niezależnie od czasu i miejsca ich występowania. Nie zawierają one informacji czy odnoszą się do skończonej, czy nieskończonej liczby przypadków. Nie mówią też czy przypadki te występują w ograniczonym (zamkniętym) obszarze czasoprzestrzennym, czy też nieograniczonym. Twierdzenia tego rodzaju – jeśli są sformułowane w trybie warunkowym – w swym poprzedniku podają w terminach ogólnych warunki występowania tego, co opisane jest w następniku, nie podają natomiast miejsca i czasu występowania tych warunków, co oznacza, że nie wprowadzają żadnego ograniczenia czasowego ani przestrzennego zakresu swej stosowalności. Na przykład twierdzenie: „wszystkie kruki są czarne”, które można sformułować w równoważnym logicznie trybie warunkowym: „dla każdego x, jeśli x jest krukiem, to x jest czarne” [(x) (Kx ⊂ Cx)], jest twierdzeniem ściśle ogólnym (uniwersalnym), gdyż odnosi się do wszystkich kruków kiedykolwiek i gdziekolwiek istniejących, czyli dotyczy z góry nieoznaczonej liczby przypadków (kruków) znajdujących się w dowolnym obszarze świata. Okoliczność, że w rzeczywistości kruki żyją na ograniczonym obszarze przestrzeni i czasu, nie narusza ścisłej ogólności twierdzenia o krukach.

##### Twierdzenia numerycznie ogólne
Twierdzenia numerycznie ogólne (enumeracyjne) są to twierdzenia o zasięgu czasoprzestrzennie ograniczonym (zlokalizowanym, zamkniętym). W swoim sformułowaniu zawierają imiona własne, terminy historyczne lub inne wyrażenia ograniczające zakres ich stosowalności. Nadając takim twierdzeniom postać warunkową, można zauważyć, że ich poprzednik wyznacza granice czasoprzestrzenne zasięgu ich ważności. Natomiast nie podają one warunków, w których są spełnione. Przykładem twierdzenia numerycznie ogólnego jest twierdzenie: „wszystkie wojny punickie zakończyły się zwycięstwem Rzymu nad Kartaginą”, „wszystkie powstania polskie XIX w. kończyły się klęską”. Twierdzenia tego rodzaju podają (eksplicite lub implicite) obszar czasoprzestrzenny swego zasięgu, ale nie podają warunków, w których są spełnione.

## Prawa nauki
Wśród ogólnych twierdzeń formułowanych w nauce szczególnym statusem poznawczym odznaczają się twierdzenia ściśle ogólne, a w szczególności prawa nauki, z uwagi na ważność ich funkcji w systemie wiedzy naukowej.
Prawa naukowe to zawsze twierdzenia ściśle ogólne (uniwersalne), to znaczy takie, których zasięg czasoprzestrzenny jest nieograniczony, gdyż dotyczą one wszystkich obiektów czy zjawisk danej klasy, które mogą występować w całym Wszechświecie. Dlatego kompletne sformułowanie prawa zawiera opis warunków dostatecznych (wystarczających), w których zachodzi zależność (prawidłowość) opisywana przez prawo, nie zawiera natomiast żadnych wskazówek dotyczących miejsca i czasu zajścia tych warunków. Na przykład prawo powszechnej grawitacji Newtona głosi, że dowolne dwa ciała znajdujące się kiedykolwiek i gdziekolwiek we Wszechświecie przyciągają się wzajemnie z siłą proporcjonalną do ich mas i odwrotnie proporcjonalną do kwadratu ich odległości.
Twierdzenie uzyskuje wysoki status prawa nauki wówczas, gdy spełnia szereg warunków. Są to warunki formalne oraz pozaformalne (merytoryczne).

### Warunki formalne
Warunki formalne opisują typ ogólności twierdzenia kandydującego do miana prawa nauki. Można wymienić cztery takie warunki. Zgodnie z tymi warunkami prawo to twierdzenie:
1. ściśle ogólne (uniwersalne)
2. nierównoważne (skończonej) klasie twierdzeń jednostkowych
3. przeważnie otwarte ontologicznie
4. zawsze otwarte epistemologicznie

1. Twierdzenie jest ściśle ogólne, gdy jego zasięg pod względem czasoprzestrzennym jest uniwersalny, to znaczy, że twierdzenie odnosi się do wszystkich obiektów danego rodzaju występujących kiedykolwiek i gdziekolwiek we Wszechświecie. Pojęciu ścisłej ogólności przeciwstawia się pojęcie ogólności numerycznej (enumaracyjnej).
2. Nierównoważność skończonej klasie twierdzeń jednostkowych oznacza, że twierdzenie kandydujące do miana prawa nie może być zastąpione przez żadną skończoną liczbę twierdzeń jednostkowych. Natomiast twierdzenie numerycznie ogólne może być zastąpione skończoną ilością twierdzeń jednostkowych.
3. Twierdzenie otwarte ontologicznie to twierdzenie, które obejmuje – poza zjawiskami przeszłymi i teraźniejszymi – również zjawiska przyszłe, niedokonane. Natomiast, gdy twierdzenie (np. prawo) dotyczy wyłącznie zjawisk przeszłych i teraźniejszych, jest ontologicznie zamknięte. Otwartość ontologiczna twierdzenia umożliwia przewidywanie zjawisk przyszłych, zatem jest ona warunkiem koniecznym (niezbędnym) do pełnienia funkcji prognostycznych. Warunek ten jednak nie jest wymagany bezwzględnie od każdego prawa. Dane prawo może dotyczyć pewnych gatunków roślin czy zwierząt, które wyginęły przed laty (np. dinozaurów) albo minionego ustroju (np. niewolnictwa) i wówczas należy je traktować jako ontologicznie zamknięte.
4. Twierdzenie otwarte epistemologicznie obejmuje zjawiska (także lub wyłącznie) jeszcze niepoznane. Taki warunek stawiany jest wszystkim prawom nauki. Prawo nauki jest zawsze ekstrapolacją (hipotezą), wykraczającą swym zasięgiem poza zjawiska przebadane. Gdy twierdzenie dotyczy wyłącznie zjawisk poznanych, jest epistemologicznie zamknięte. Twierdzenie sprawozdawcze (protokolarne), które informuje tylko o przebadanych przypadkach, a zatem jest wynikiem tzw. indukcji zupełnej (niewłaściwej), nie mogłoby wyjaśnić ani przewidzieć żadnych nowych zjawisk, zjawisk dotąd niepoznanych.
Twierdzenia spełniające powyższe cztery warunki formalne, można nazwać kandydatami na prawo lub twierdzeniami prawdopodobnymi (ang. lawlike statements).

### Warunki pozaformalne (merytoryczne)
Warunki pozaformalne (merytoryczne), które powinno spełniać twierdzenie, aby mogło stać się prawem są bardziej sporne i trudniej je jednoznacznie określić. Najczęściej wysuwane są cztery takie warunki.
Prawo nauki powinno być twierdzeniem:
1. dobrze potwierdzonym, tzn. dostatecznie uzasadnionym
2. przynależnym do jakiejś teorii naukowej lub do jakiejś nauki
3. zdolnym do pełnienia funkcji eksplanacyjnej (wyjaśniającej)
4. zdolnym do pełnienia funkcji przewidywania (w szerokim sensie)

1. Według pierwszego warunku, luźna hipoteza robocza niesprawdzona doświadczalnie, nie może być nazywana prawem nauki. Jednakże stopnia uzasadnienia twierdzenia kandydującego do miana prawa nie udaje się ściśle określić, tym bardziej że jest on historycznie zmienny, tzn. w toku rozwoju nauki wymagania w tym zakresie są coraz wyższe.
2. Warunek przynależności prawa do teorii wiąże się również z warunkiem solidnego uzasadnienia prawa. Teoria bowiem dostarcza prawu wchodzącemu w jej skład uzasadnienia o charakterze teoretycznym wówczas, gdy zostaje potwierdzona przez konsekwencje obserwacyjne, niewynikające bezpośrednio z tego prawa. Jednak warunek ten nie jest rygorystycznie przestrzegany. Niekiedy prawa nowo odkrywane nie spełniają tego warunku. Na przykład prawo spadania ciał na ziemię, podane przez Galileusza oraz trzy prawa Keplera zostały włączone do mechaniki klasycznej dopiero przez Newtona. Podobnie prawo Boyle’a-Mariotte’a sformułowane pod koniec XVII w., weszło w skład teorii (kinetycznej teorii gazów) dopiero w XIX stuleciu.
3. Prawa naukowe pozwalają nie tylko opisywać zjawiska, których dotyczą, lecz także je wyjaśniać. Wyjaśnienie różni się od opisu tym, że opis przedstawia przebieg zjawiska, czyli stanowi odpowiedź na pytanie „jak zjawisko przebiega”, natomiast wyjaśnianie odpowiada na pytanie „dlaczego dane zjawisko przebiega tak, a nie inaczej” lub na pytanie „dlaczego zjawisko to w ogóle zachodzi”. Wyjaśnianie zjawiska wymaga odwołania się do głębszej wiedzy niż jego opis, gdyż odwołuje się do ustalenia jego przyczyn i warunków, w których ono przebiega, do ukrytych mechanizmów oraz praw rządzących zjawiskami. Ich wykrycie wymaga zazwyczaj znacznego i systematycznego wysiłku badawczego. Dlatego wiedza naukowa zawarta w odkrywanych przez naukę prawach i teoriach jest w stanie znacznie więcej wyjaśnić niż wiedza potoczna, której moc eksplanacyjna jest mniejsza niż moc eksplanacyjna wiedzy naukowej.
Od strony formalnej (logicznej) wyjaśnianie można przedstawić w sposób następujący.

Klasyczna koncepcja wyjaśniania została sformułowana przez Carla Hempla i Paula Oppenheima. Według niej, podstawowym wzorcem wyjaśniania jest model dedukcyjno-nomologiczny (…). Zgodnie z nim, podać wyjaśnienie jakiegoś zjawiska lub prawidłowości znaczy przedstawić poprawne logicznie rozumowanie, w którym (1) wnioskiem jest explanandum (to, co wyjaśniane), a zbiór przesłanek stanowi explanans (to, co wyjaśnia), (2) explanans musi obejmować przynajmniej jedno prawo i musi ono być istotną przesłanką rozumowania (bez której rozumowanie nie jest poprawne logicznie), (3) explanans musi mieć treść empiryczną (być sprawdzalne w eksperymencie lub obserwacji), (4) zdanie należące do explanans muszą być prawdziwe. Rozumowanie spełniające trzy pierwsze warunki, a niekoniecznie czwarty, nazywa się potencjalnym wyjaśnieniem.

4. Przewidywanie jest – obok wyjaśniania – funkcją bezwzględnie od praw wymaganą, przy tym „przewidywanie (prediction) pojmuje się w tym wypadku szeroko: w jego zakres wchodzi zarówno prognoza (prognosis), jak i diagnoza pośrednia (diadic diagnosis), jak wreszcie postgnoza (retrodiction), zwana też niekiedy retrospekcją”. Prognoza dotyczy przewidywania faktów przyszłych, diagnoza pośrednia odnosi się do przewidywania, wnioskowania o zajściach faktów równoczesnych (teraźniejszych), a postgnoza (retrospekcja) dotyczy przewidywania faktów przeszłych, wcześniejszych.
Otwartość ontologiczna gwarantuje możliwość przewidywania w wąskim sensie, natomiast otwartość epistemologiczna pozwala przewidywać w szerokim sensie.
Coraz większe znaczenie w nauce uzyskują prawa statystyczne (probabilistyczne), określające prawdopodobieństwo zajścia zjawisk danego typu, np. prawa połowicznego rozpadu wyznaczające okres, w którym połowa atomów izotopu danego pierwiastka ulega rozpadowi. Prawa statystyczne nadają się do przewidywania zjawisk masowych, a nie pojedynczych.
Biorąc pod uwagę przedstawione warunki można podać następującą definicję prawa nauki:
- Prawo nauki jest to twierdzenie ściśle ogólne (uniwersalne), nierównoważne skończonej klasie twierdzeń jednostkowych, przeważnie otwarte ontologiczne oraz zawsze otwarte epistemologicznie. Ponadto powinno być twierdzeniem dobrze potwierdzonym, tzn. dostatecznie uzasadnionym, przeważnie przynależnym do jakiejś teorii lub jakiejś nauki oraz zdolnym do pełnienia funkcji eksplanacyjnej (wyjaśniającej) i zdolnym do pełnienia funkcji przewidywania w szerokim sensie.

Niektóre szczególnie ważne prawa nauki są nazywane zasadami lub postulatami. Są to zazwyczaj prawa stanowiące twierdzenia wyjściowe ważnych teorii naukowych, takich jak mechanika klasyczna, szczególna teoria względności czy termodynamika klasyczna. Na przykład dynamika Newtona opiera się na trzech zasadach: (1) zasadzie inercji (bezwładności), (2) zasadzie głoszącej, że przyspieszenie ciała jest wyznaczone przez jego masę i siłę przyłożoną do ciała oraz (3) zasadzie, że akcja wywołuje reakcję równą co do mocy, lecz przeciwnie skierowaną. Szczególna teoria względności opiera się na dwóch postulatach, postulacie względności oraz postulacie stałej prędkości światła. Postulat względności głosi, że wszystkie zjawiska fizyczne przebiegają tak samo we wszystkich układach inercjalnych, tzn. układach poruszających się względem siebie ze stałą prędkością (bez przyspieszenia). Z kolei postulat stałości prędkości światła stwierdza, że światło porusza się w próżni z taką samą prędkością c we wszystkich inercjalnych układach odniesienia. Prędkość światła c wynosi w zaokrągleniu niemal 300 000 km/sek (c ≈ 300 000 km/sek).
Również termodynamika klasyczna opiera się na dwóch zasadach. Pierwsza zasada termodynamiki to zasada zachowania energii, która stwierdza, że w układzie izolowanym (i w całym Wszechświecie) ilość energii pozostaje stała. To znaczy energia ani nie powstaje, ani nie zanika. Konsekwencją tej zasady jest nieistnienie (niemożność zbudowania) perpetuum mobile pierwszego rodzaju, tzn. maszyny pracującej bez źródła energii z zewnątrz. Z kolei druga zasada termodynamiki to zasada wzrostu entropii głosząca, że w układzie zamkniętym entropia wzrasta, tzn. różnica potencjałów energetycznych np. różnica temperatur nie maleje. Konsekwencją tej zasady jest niemożność zbudowania perpetuum mobile drugiego rodzaju, tzn. maszyny w sytuacji braku różnicy potencjałów energetycznych (np. różnicy temperatur). Ludwig Boltzmann (niemiecki fizyk) wykazał, że zasada ta ma charakter statystyczny, tzn. że jest spełniona w znacznej większości przypadków, ale dopuszcza również zaistnienie układów izolowanych o malejącej entropii.

## Generalizacje historyczne
Drugim – po prawach nauki – ważnym rodzajem twierdzeń ogólnych są uogólnienia historyczne, zwane zazwyczaj generalizacjami historycznymi. Główna różnica między nimi polega na tym, że prawa nauki to twierdzenia ściśle ogólne, natomiast generalizacje historyczne to twierdzenia numerycznie ogólne.
W większości nauk najważniejszymi twierdzeniami, które w nich występują, są prawa nauki. Jednakże istnieją nauki, w których formułowanie praw jest utrudnione (np. w historii), dlatego najważniejsze wyniki badawcze w tych naukach stanowią generalizacje historyczne.
Cechą charakterystyczną generalizacji historycznych jest to, że dotyczą one jedynie zjawisk zachodzących w ograniczonym obszarze czasoprzestrzennym, np. w danym okresie historycznym, w danej epoce czy w danym kraju. Dlatego w generalizacjach historycznych „[w]ystępują bądź imiona własne (np. Polska, Koszyce lub Napoleon Bonaparte), bądź terminy nie dające się zdefiniować bez pomocy imion własnych, wśród nich przede wszystkim cechy czasowe (np. wiek XVII, albo wiek XIX)”. Twierdzenia tego rodzaju należą do twierdzeń numerycznie ogólnych, to znaczy takich, które okazują się równoważne z odpowiednimi skończonymi zbiorami twierdzeń jednostkowych, dających się ewentualnie policzyć albo ponumerować.
Według Stanisława Ossowskiego można wyróżnić dwa rodzaje generalizacji historycznych:
- Pierwszy rodzaj reprezentują uogólnienia historyczne o wyraźnie ograniczonym, do pewnego obszaru czasoprzestrzennego, zakresie stosowalności. Takim uogólnieniem jest na przykład twierdzenie „wszyscy wybitni poeci polscy XIX wieku mieli talent malarski”.
- Generalizacje historyczne drugiego rodzaju, to uogólnienia dotyczące nie tyle pewnych obszarów o ściśle wyznaczonych granicach czasowych i przestrzennych, ile pewnych „ciągów genetycznych” czy „historycznych układów względnie izolowanych”. Chodzi tu o zbiory takich wydarzeń historycznych, które ujawniają pewne wspólne cechy lub powiązania genetyczne, np. klasy zjawisk podlegających wpływom ze strony pewnych wydarzeń o doniosłym znaczeniu. Takimi zdarzeniami wyznaczającymi pewne ciągi genetyczne mogą być np. wojny czy rewolucje, wstąpienie na arenę dziejową nowej grupy społecznej lub rozpoczęcie działalności przez wybitną jednostkę, czy wydanie księgi o dużym znaczeniu. Przykładami generalizacji historycznych tego rodzaju mogą być twierdzenia „wszyscy potomkowie Karola Wielkiego należą do rasy białej lub ras mieszanych”, „wszystkie zjawiska historyczne zachodzące we Francji, na które wywarła wpływ Wielka Rewolucja Francuska mogły się przyczynić do powstania kapitalizmu w tym kraju”, „wszystkie wojny nowożytne są wielce pouczające dla stratega”. W generalizacjach historycznych tego typu występują zwykle imiona własne lub terminy historyczne dotyczące zdarzeń wyznaczających ciągi, których owe generalizacje dotyczą. Zasięg czasoprzestrzenny owych ciągów i, tym samym, odpowiednich generalizacji historycznych, nie jest jednak wyraźnie oznaczony i tym przede wszystkim różnią się one od generalizacji pierwszego rodzaju[27].

Ogólną definicję generalizacji historycznej można sformułować w ten sposób:
- Generalizacja historyczna to twierdzenie numerycznie ogólne (enumeracyjne), równoważne skończonej liczbie zdań jednostkowych, podające (mniej lub bardziej dokładnie) obszar czasoprzestrzenny zachodzenia pewnych zjawisk lub relacji, których dotyczy, lecz niepodające warunków dostatecznych ich zachodzenia[28].

## Hierarchia twierdzeń empirycznych
Poniżej uszeregowane są rodzaje twierdzeń w naukach empirycznych, poczynając od najważniejszych:
- Prawa naukowe jako twierdzenia ściśle ogólne
- Generalizacje historyczne jako twierdzenia numerycznie ogólne
- Twierdzenia egzystencjalne „mieszane”
- Twierdzenia egzystencjalne „czyste”
- Twierdzenia jednostkowe atomowe i molekularne

Z powyższego uszeregowania widać, że ranga twierdzenia danego typu zależy od stopnia jego ogólności: im twierdzenie jest bardziej ogólne, tym jego ważność zazwyczaj jest większa. Warto przy tym zaznaczyć, że twierdzenia egzystencjalne mają mniejszy zasięg niż twierdzenia ogólne, dlatego bywają też nazywane twierdzeniami szczegółowymi, co wskazuje na to, że zajmują one pośrednie miejsce między twierdzeniami ogólnymi, a twierdzeniami jednostkowymi.